# Разаускас, Дайнюс
Дайнюс Разаускас (лит. Dainius Razauskas, родился в 1960 году в Вильнюсе) — литовский историк, специалист по мифологии и истории религии, писатель и переводчик, один из ведущих экспертов по литовской мифологии.

## Биография
Сын музыканта и руководительницы хора Бируте Разаускене-Даукинтайте (уроженка Жареная). Окончил факультет математики и информатики Вильнюсского государственного университета, позднее учился в Российской академии наук у лингвиста Владимира Топорова. В 2005 году защитил докторскую работу «Лексико-семантический анализ мифологических концептов: символика "рыбы" в балто-славянской традиции».
С 2007 года работает в Институте литовской литературы и фольклора, читает курс литовской религии и мифологии в Вильнюсском университете. Редактор журнала «Liaudies kultūra». Автор сборника рассказов «Pro langą: Novelės», вышедшего в 1990 году. Лауреат премии Йонаса Басанавичюса (2016).
Сын Домантас — автор-исполнитель и поэт.

## Работы

### На литовском
- Ryto ratų ritimai: Pagrindinio kosmologinio modelio rekonstrukcija su etimologiniais priedainiais (2000)
- Vėjūkas: Lietuvių vėjo demono vardo ir įvaizdžio rekonstrukcija, atsižvelgiant į vieną skitų atitikmenį (osetinų wæjug / wæjyg) (2004)
- Vytis simbolikos požiūriu: Baltas raitelis su iškeltu kalaviju raudoname lauke (2008)
- Krosnis mitologijoje (2011)
- Visi dievai: „panteono“ sąvokos kilmė, pirminis turinys ir lietuviškas atitikmuo (2016)
- Maironis: Praamžės tradicijos dainius (2016)
- Mitiniai vaizdiniai Donelaičio „Metuose“: Pastabos paraštėse (2016)

### На русском
- Размышления по поводу двух литовских омонимов: moja мать и moja мах (2002)
- Лексико-семантический анализ мифологических концептов: символика "рыбы" в балто-славянской традиции (2004)
- Ёж в космогонических преданиях (балто-балканский ареал) (2004)[2]
- Ретрский морской кабан в свете балто-славянских быличек о "рыбном пастухе" (2005)
- Летающие животные и поющие рыбы, или Круговорот превращений в поэзии Сигитаса Гяды (с Марией Завьяловой)[3]
- Два дендромифологических этюда: черемуха и ива[4]